# Daniel Jiménez
Daniel Ángel Jiménez (Rafaela, Provincia de Santa Fe, Argentina, 4 de diciembre de 1970) es un exfutbolista argentino. Jugó de delantero y su último equipo fue Instituto Atlético Central Córdoba de la Primera División Argentina donde terminó como segundo goleador histórico del club con 89 goles.

## Clubes
| Club                     | País      | Año       |
| ------------------------ | --------- | --------- |
| Peñarol de Rafaela       | Argentina | 1992-1994 |
| Huracán                  | Argentina | 1994-1995 |
| Racing Club              | Argentina | 1996-1997 |
| Los Andes                | Argentina | 1997-1998 |
| Instituto Córdoba        | Argentina | 1998-2001 |
| Peñarol                  | Uruguay   | 2002-2003 |
| Atlético de Rafaela      | Argentina | 2004      |
| Unión Atlético Maracaibo | Venezuela | 2004      |
| Instituto Córdoba        | Argentina | 2004-2005 |
| Olimpia                  | Paraguay  | 2005      |
| Instituto (Córdoba)      | Argentina | 2006-2008 |

## Director técnico
El miércoles 5 de marzo de 2014 Miliki Jiménez fue presentado como director técnico de Instituto Atlético Central Córdoba, con la colaboración de Oscar Dertycia. Donde terminó su ciclo rápidamente y se apartó del fútbol profesional, en 2018 llega a Independiente de Toledo, liga exterior de Córdoba, y se encuentra dirigiendo la primera división de dicho club donde lo saco campeón por primera vez en su historia.  

### Campeonatos nacionales
| Título              | Club      | País      | Año  |
| ------------------- | --------- | --------- | ---- |
| Primera B Nacional  | Instituto | Argentina | 1999 |
| Torneo Clausura     | Peñarol   | Uruguay   | 2003 |
| Campeonato Uruguayo | Peñarol   | Uruguay   | 2003 |